# Oberflächenveredelung
Zur Oberflächenveredelung zählen alle technischen Verfahren der Oberflächentechnik, die in der Produktion eines Teils angewendet werden, um die Oberflächeneigenschaften zu verbessern.
Die Oberflächeneigenschaften können dabei sowohl funktionaler (z. B. Korrosionsschutz, Verschleißschutz, …) als auch dekorativer (Glanzgrad, Farbe, …) Natur sein, oder eine Kombination der beiden. Das einzelne Verfahren umfasst dabei mehrere Prozesse, die nacheinander ablaufen, um die gewünschte Endeigenschaft zu erzielen.

## Wichtige Verfahren

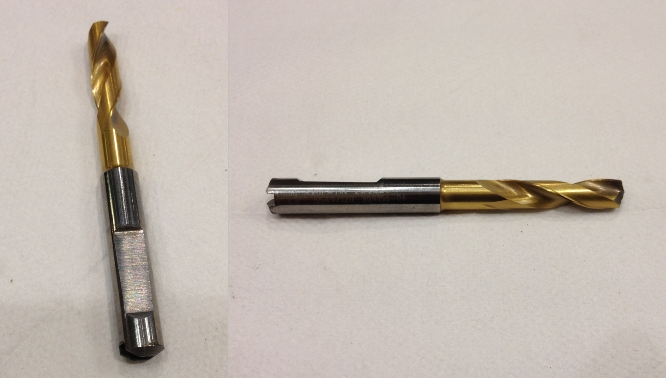
Bohrer mit Beschichtung (Verschleißschutz). Oft wird eine Titannitrid-Beschichtung vorgenommen

- Aufbringen von Schichten (Überzügen)
  - metallische Überzüge
    - Schmelzüberzüge (z. B. Feuerverzinken)
    - Galvanische Überzüge (z. B. galvanisches Vergolden)
    - Plattierung (z. B. Blattgoldbelegung)
    - PVD-Schichten (z. B. metallisierter Kunststoff)
    - Thermisch gespritzte Schichten (z. B. flammgespritztes Zink)

- - keramische Überzüge
    - Reaktionsschichten (z. B. nitrierter Stahl)
    - CVD-Schichten (z. B. TiN (Titannitrid))
    - Thermisch gespritzte Schichten (z. B. plasmagespritztes Al2O3)

- - amorphe Überzüge
    - Emaille (Schmelzglas)

- - organische Überzüge
    - Lackierung (z. B. Pulverlackierung)
    - Kunststoffbeschichtung (z. B. Folien, Wassertransferdruck)

- Entfernen von Schichten
  - Beizen (z. B. Salzsäurebeize)

## Ziele
Es gibt zwei mögliche übergreifende Zielsetzungen, die sich allerdings auch überschneiden können:
1. Verbesserung der funktionalen Eigenschaften
  1. Korrosionsschutz (z. B. Verzinken und Lackieren im Automobilbau)
  2. Verschleißschutz (z. B. Hartstoffschichten wie Titannitrid auf Metallbohrern)
  3. Verhinderung von Kontamination (z. B. Beschichtung mit Nanopartikel oder Kunststoffbeschichten von Konservendosen)
2. Verbesserung der dekorativen Eigenschaften
  1. Erreichen hoher Glanzgrade (z. B. Vergolden von Schmuck, Nanoversiegelung)
  2. Erreichen bestimmter Farben (z. B. Vergolden von Schmuck)

## Abgrenzung
Nicht zur Oberflächenveredelung gehören mechanische Bearbeitungsverfahren wie das Schleifen oder Polieren, die jedoch als Prozess in einem Oberflächenveredelungsverfahren integriert sein können.